# Rolf Wickstrøm
 (décembre 2024).
Si vous disposez d'ouvrages ou d'articles de référence ou si vous connaissez des sites web de qualité traitant du thème abordé ici, merci de compléter l'article en donnant les références utiles à sa vérifiabilité et en les liant à la section « Notes et références ».
Rolf Wickstrøm  (9 décembre 1912 à Oslo, Norvège - 10 septembre 1941 dans la même ville) est un militant syndicaliste norvégien qui fut exécuté par les nazis lors de l'occupation de la Norvège pendant la Seconde Guerre mondiale.

## Biographie
Issus d'une famille ouvrière, il est embauché en 1935 comme soudeur au Skabo Jernbanevognfabrikk (en), une usine d'autocars de Skabo (Drammen). En janvier 1940, il est représentant et délégué syndical à Skabo, avant d'être arrêté et détenu à Møllergata 19 (en) (Oslo) du 2 mai au 26 mai 1941.
Wickstrøm est exécuté le 10 septembre 1941 pendant l'état de la loi martiale qui suivit la soi-disant grève du lait (Melkestreiken). Le lundi 8 septembre, les ouvriers de plusieurs usines d'Oslo apprennent en arrivant sur leur lieu de travail que leurs rations de lait quotidiennes ont été supprimées. Ils se mettent aussitôt en grève pour protester contre cette suppression. Le mouvement s'étendra à toute la ville dès le lendemain. Viggo Hansteen, sympathisant travailliste, syndicaliste et avocat, est également exécuté le même jour. Après la guerre, ils furent enterrés dans le cimetière de Notre-Sauveur.
Wickstrøm laisse derrière lui sa femme Signe (1913-1996) et son fils Tore (né en 1938).
Une rue d'Oslo porte son nom. En 1948, un mémorial en granit avec un relief en bronze fut érigé sur le site de l'exécution de Hansteen à Årvoll (en), dans le quartier de Bjerke (Oslo). Le mémorial fut dirigé par le sculpteur norvégien Nic Schiøll (en) (1901-1984). Il est écrit:
« Viggo Hansteen, Rolf Wickstrøm. Les premières victimes de la lutte pour la liberté de la Norvège de 1940 à 1945. Tué par les Allemands le 10 septembre 1941. »